# Paski Wielkie
Paski Wielkie (deutsch Groß Pasken, 1938 bis 1945 Abbau Königstal) war ein Ort in der polnischen Woiwodschaft Ermland-Masuren. Die Ortsstelle liegt im Gebiet der heutigen Gmina Pisz (Stadt- und Landgemeinde Johannisburg) im Powiat Piski (Kreis Johannisburg).

## Geographische Lage
Die Ortsstelle Paski Wielkie liegt im östlichen Süden der Woiwodschaft Ermland-Masuren, 13 Kilometer südöstlich der Stadt Pisz (deutsch Johannisburg).

## Geschichte
Das nach 1785 Groß Paasken und nach 1818 Groß Pasken genannte Dorf,  eine der ältesten Gründungen des Deutschen Ordens in der Johannisburger Heide, wurde 1495 erstmals erwähnt und bestand aus zwei kleinen Höfen. Spätestens seit 1621 war der Ort ein Freidorf, dessen Bewohner keine Abgaben an einen adligen Herrn mehr zahlen mussten.
Der Ort gehörte zum Kreis Johannisburg im Regierungsbezirk Gumbinnen (ab 1905: Regierungsbezirk Allenstein) in der preußischen Provinz Ostpreußen. Im  Jahr 1874 wurde er in den Amtsbezirk Gehsen eingegliedert.
15 Einwohner zählte der Ort im Jahre 1895.
Zwischen 1905 und 1910 verlor Groß Pasken seine Eigenständigkeit und wurde nach Königstal (der Ort hieß bis 1905 Dziadowen, polnisch Dziadowo) eingemeindet. 1938 wurde er in „Abbau Königstal“ umbenannt.
Als 1945 das ganze südliche Ostpreußen in Kriegsfolge an Polen überstellt wurde, war auch die Gemeinde Königstal mit dem Ortsteil Abbau Königstal davon betroffen. Dieser erhielt dann die polnische Namensform „Paski Wielkie“. In den Folgejahren wurde der Ort so gut wie keinmal erwähnt und gilt seit den 1950er Jahren als aufgegeben.

## Religionen
Vor 1945 war Groß Pasken in die evangelische Kirche Gehsen in der Kirchenprovinz Ostpreußen der Kirche der Altpreußischen Union sowie in die römisch-katholische Kirche in Johannisburg im Bistum Ermland eingepfarrt.

## Verkehr
Die Ortsstelle von Paski Wielkie liegt östlich der polnischen Landesstraße 63 und ist – kaum erkennbar – auf einem unwegsamen Landweg, der nördlich von Jeże abzweigt, zu erreichen. Zwischen 1908 und 1945 war Groß Pasken/Abbau Königstal Bahnstation an der Bahnstrecke von Johannisburg nach Dlottowen/Fischborn, die in den Jahren 1915 bis 1923 bis in das polnische Kolno verlängert war.